# 孝廉
孝廉是汉武帝时设立的察举考试，以任用官員的一种科目，孝廉是「孝顺親長、廉能正直」的意思。後代，「孝廉」這個稱呼，也變成明朝、清朝對舉人的雅稱。

## 典故
孝廉是察举制常科中最主要、最重要的科目。汉武帝时采纳董仲舒的建议于元光元年（前134年）下诏各郡、國每年察举孝者、廉者各一人。不久，这种察举就通称为举孝廉，并成为汉代察举制中最为重要的岁举科目，為汉代政府官员的重要来源。
孝廉举至京師后，按制度并不立即授以实职，而是入郎署为郎官，承担宫廷宿卫，目的是使之“观大臣之能”，熟悉朝廷行政事务。然后经选拔，根据品第结果被任命不同的职位，如地方的县令、县长、國相或中央的有关官职。一般情况下，举孝廉者都能被授与大小不一的官职。
汉顺帝阳嘉元年（132年）根据尚书令左雄的建议，规定应孝廉举者必须年满四十岁；同时又制定了“诸生试家法、文吏课笺奏”这一重要制度，即对儒生出身的孝廉，要考經學，官吏出身的则考公文。
从此以后，岁举这一途径就出现了正规的考试之法，孝廉科因而也由一种地方行政长官的推荐制度，开始向中央考试制度过渡。

## 孝廉方正
清代雍正帝開設的科舉特別科目，並不是指舉人。與博學鴻儒、經濟特科並稱。雍正敕命各省、道、府、縣等推舉本地賢能之人，經過朝廷審核之後，賜予六品冠冕。乾隆帝則規定，送吏部考核通過者，授以知縣、教官等職。